# Dan Bishop

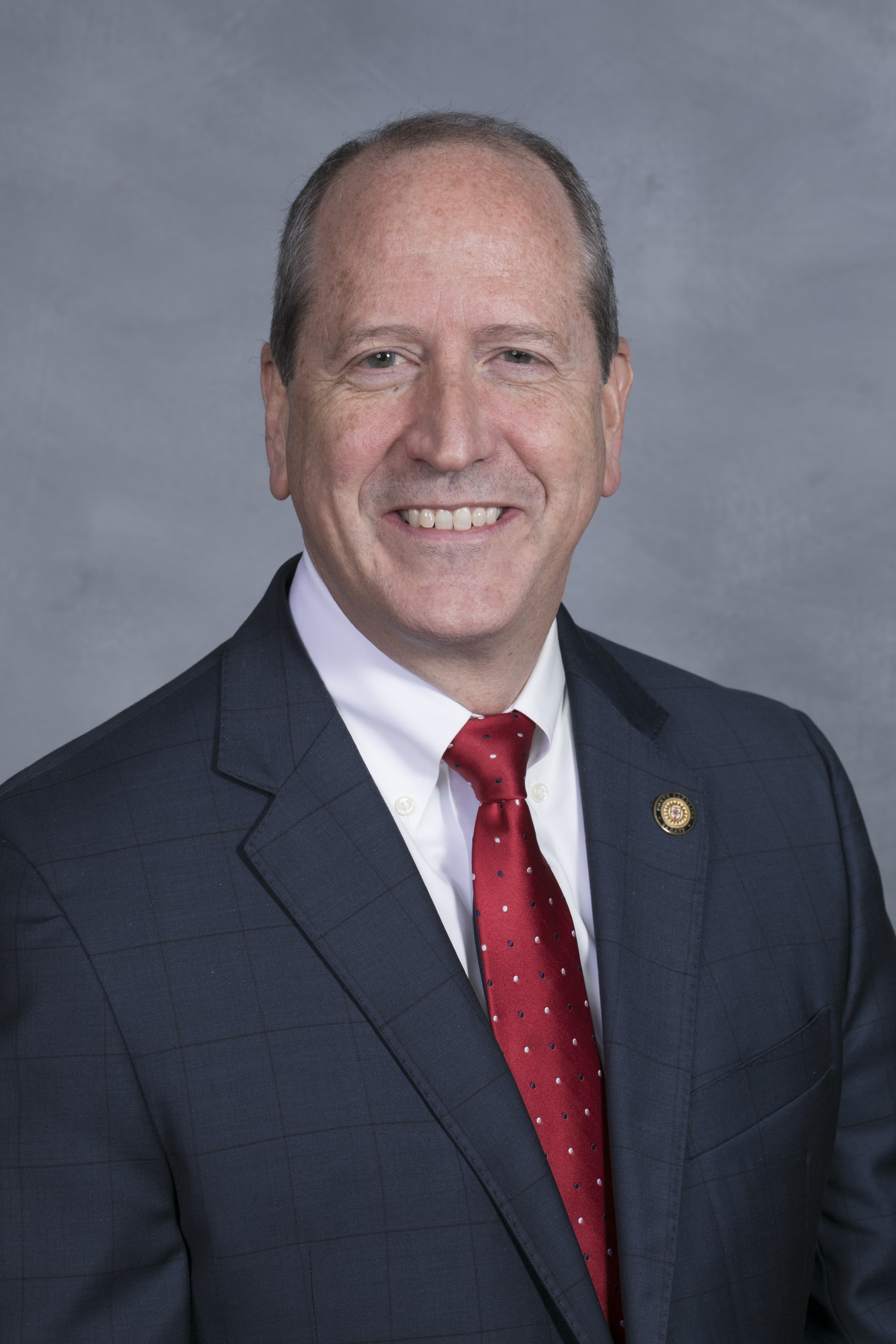
Dan Bishop (2019)

James Daniel „Dan“ Bishop (* 1. Juli 1964 in Charlotte, North Carolina) ist ein US-amerikanischer Politiker (Republikanische Partei). Seit dem 27. März 2025 ist er stellvertretender Direktor des Office of Management and Budget.

## Leben
Bishop wuchs mit vier Geschwistern in North Carolina auf. Er studierte an der University of North Carolina at Chapel Hill und erhielt dort 1986 einen Bachelor of Science (B.S.), sowie 1990 einen Juris Doctor. Ebenfalls 1990 erfolgte seine Zulassung als Rechtsanwalt.
2014 wurde Bishop in das Repräsentantenhaus von North Carolina gewählt. Diesem gehörte er von 2015 bis 2017 an. Ab 2017 war er Senator im Senat von North Carolina.
Im September 2019 wurde er im Zuge einer Nachwahl im neunten Kongresswahlbezirk von North Carolina in das Repräsentantenhaus der Vereinigten Staaten gewählt. Die Nachwahl war nötig geworden, da die eigentliche Wahl im November 2018 aufgrund von Manipulationsvorwürfen annulliert worden war. Bishop schied nun aus dem Senat von North Carolina aus.
Bishop gehörte zu den Mitgliedern des Repräsentantenhauses, die bei der Auszählung der Wahlmännerstimmen bei der Präsidentschaftswahl 2020 für die Anfechtung des Wahlergebnis stimmten. Präsident Donald Trump hatte wiederholt propagiert, dass es umfangreichen Wahlbetrug gegeben hätte, so dass er sich als Sieger der Wahl sah. Für diese Behauptungen wurden keinerlei glaubhafte Beweise eingebracht. Der Supreme Court wies eine entsprechende Klage mit großer Mehrheit ab, wobei sich auch alle drei von Trump nominierten Richter gegen die Klage stellten.
Am 10. Dezember 2024 postete Donald Trump auf Truth Social, dass er Bishop zum stellvertretenden Direktor des Office of Management and Budget nominieren werde. Er wurde am 2. März vom Senat bestätigt.
Bishop ist verheiratet und hat einen Sohn.